# Wielewaalhoningeter
De wielewaalhoningeter (Gavicalis versicolor; synoniem: Lichenostomus versicolor) is een zangvogel uit de familie Meliphagidae (honingeters).

## Verspreiding en leefgebied
Deze soort komt voor in Nieuw-Guinea en noordoostelijk Australië en telt twee ondersoorten:
- G. v. sonoroides: de Raja Ampat-eilanden, het kustgebied van het noordwesten via het noorden tot het zuidoosten van Nieuw-Guinea en de d'Entrecasteaux-eilanden.
- G. v. versicolor: de kusten van zuidelijk-centraal Nieuw-Guinea, de eilanden in de Straat Torres en noordoostelijk Australië.

## Status
De grootte van de populatie is niet gekwantificeerd maar de soort wordt omschreven als algemeen. Op de Rode lijst van de IUCN heeft deze soort de status niet bedreigd.